# 면적순 사막 목록
면적별 세계에서 가장 큰 사막 목록이다. 면적 50,000 km2 (19,300 mi2) 이상의 모든 사막을 포함한다.

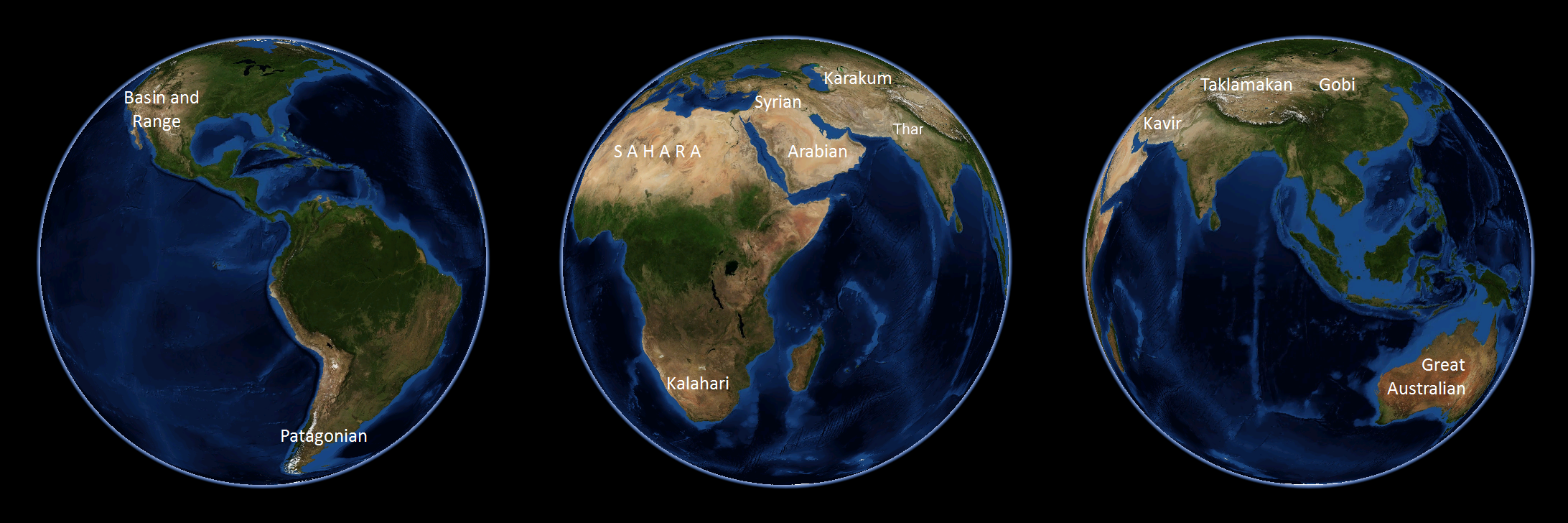
비극지방에서 가장 큰 지구의 일부 사막

| 순위 | 이름                  | 유형                | 이미지                                             | 면적 (km2) | 면적 (sq mi) | 위치                                          | 국가 |
| ---- | --------------------- | ------------------- | -------------------------------------------------- | ---------- | ------------ | --------------------------------------------- | --- |
| 1    | 남극 사막             | 극지 얼음 및 툰드라 |                                                    | 14,200,000 | 5,482,651    | 남극                                          | 해당 없음 |
| 2    | 북극 사막             | 극지 얼음 및 툰드라 |                                                    | 13,900,000 | 5,366,820    | 동유럽 북미 (지역) 북아시아 북유럽            | 미국 (알래스카주), 캐나다 (유콘 준주, 누나부트 준주 및 노스웨스트 준주), 핀란드, 그린란드, 아이슬란드, 노르웨이 (스발바르 얀마옌 제도), 러시아 (시베리아), 및 스웨덴 |
| 3    | 사하라 사막           | 아열대              |                                                    | 9,200,000  | 3,552,140    | 동아프리카 중앙아프리카 북아프리카 서아프리카 | 알제리, 차드, 이집트, 에리트레아, 리비아, 말리, 모리타니, 모로코, 니제르, 수단, 튀니지, 및 서사하라                                                                  |
| 4    | 아라비아 사막         | 아열대              |                                                    | 2,330,000  | 899,618      | 중동                                          | 이라크, 요르단, 쿠웨이트, 오만, 카타르, 사우디아라비아, 아랍에미리트, 이집트, 이스라엘, 팔레스타인 및 예멘                                                           |
| 5    | 오스트레일리아 대사막 | 아열대              |                                                    | 1,371,000  | 529,346      | 오스트랄라시아                                | 오스트레일리아 |
| 6    | 고비 사막             | 한랭 겨울           |                                                    | 1,295,000  | 500,002      | 동아시아                                      | 중화인민공화국 및 몽골 |
| 7    | 칼라하리 사막         | 아열대              |                                                    | 900,000    | 347,492      | 남아프리카                                    | 보츠와나, 나미비아, 및 남아프리카 공화국 |
| 8    | 파타고니아 사막       | 한랭 겨울           |                                                    | 673,000    | 259,847      | 남아메리카                                    | 아르헨티나 및 칠레 |
| 9    | 시리아 사막           | 아열대              |                                                    | 500,000    | 193,051      | 서아시아                                      | 이라크, 요르단, 사우디아라비아, 튀르키예 및 시리아 |
| 10   | 그레이트베이슨 사막   | 한랭 겨울           |                                                    | 492,098    | 190,000      | 북미 (지역)                                   | 미국 (네바다주, 유타주, 캘리포니아주 및 아이다호주) |
| 11   | 치와와 사막           | 아열대              |                                                    | 453,248    | 175,000      | 중앙아메리카 북미 (지역)                      | 멕시코 및 미국 |
| 12   | 카라쿰 사막           | 한랭 겨울           |                                                    | 350,000    | 135,136      | 중앙아시아                                    | 투르크메니스탄 |
| –    | 그레이트빅토리아 사막 | 아열대              |                                                    | 348,750    | 134,653      | 오스트랄라시아                                | 오스트레일리아 |
| 13   | 타클라마칸 사막       | 한랭 겨울           |                                                    | 337,000    | 130,191      | 동아시아                                      | 중화인민공화국 |
| 14   | 콜로라도고원          | 한랭 겨울           |                                                    | 336,700    | 130,116      | 북미 (지역)                                   | 미국 |
| 15   | 소노라 사막           | 아열대              |                                                    | 310,000    | 119,692      | 중앙아메리카 북미 (지역)                      | 멕시코 및 미국 |
| 16   | 키질쿰 사막           | 한랭 겨울           |                                                    | 300,000    | 115,831      | 중앙아시아                                    | 카자흐스탄, 투르크메니스탄, 및 우즈베키스탄 |
| 17   | 오가덴 사막           | 아열대              |                                                    | 256,000    | 98,842       | 동아프리카                                    | 에티오피아, 소말리아, 및 소말릴란드 |
| 18   | 타르 사막             | 아열대              |                                                    | 238,254    | 77,220       | 남아시아                                      | 인도 및 파키스탄 |
| 19   | 푼틀란드 사막         | 아열대              |                                                    | 200,000    | 77,220       | 동아프리카                                    | 소말리아 |
| 20   | 우스튜르트고원        | 온대                |                                                    | 200,000    | 77,220       | 중앙아시아                                    | 카자흐스탄, 투르크메니스탄, 및 우즈베키스탄 |
| 21   | 구반 사막             | 아열대              |                                                    | 175,000    | 67,568       | 동아프리카                                    | 소말리아/소말릴란드 |
| 22   | 나미브                | 시원한 해안         |                                                    | 160,000    | 61,776       | 중앙아프리카 남아프리카                       | 앙골라, 나미비아, 및 남아프리카 공화국 |
| 23   | 마르고 사막           | 아열대              |                                                    | 150,000    | 57,915       | 남아시아                                      | 아프가니스탄 |
| 24   | 레기스탄 사막         | 아열대              | The shifting dunes of the Northern Registan Desert | 146,000    | 56,371       | 남아시아                                      | 아프가니스탄 |
| 25   | 아타카마 사막         | 온화한 해안         |                                                    | 140,000    | 54,054       | 남아메리카                                    | 칠레 및 페루 |
| 26   | 다나킬 사막           | 아열대              |                                                    | 137,000    | 52,896       | 동아프리카                                    | 지부티, 에리트레아, 및 에티오피아 |
| 27   | 모하비 사막           | 아열대              |                                                    | 124,000    | 47,877       | 북미 (지역)                                   | 미국 |
| 28   | 찰비 사막             | 아열대              |                                                    | 100,000    | 38,610       | 동아프리카                                    | 케냐 |
| 29   | 컬럼비아 분지         | 한랭 겨울           |                                                    | 83,139     | 32,100       | 북미 (지역)                                   | 캐나다 및 미국 |
| 30   | 카비르 사막           | 아열대              |                                                    | 77,000     | 29,730       | 남아시아                                      | 이란 |
| 31   | 페를로 사막           | 아열대              |                                                    | 70,000     | 27,027       | 서아프리카                                    | 세네갈 |
| 32   | 라다크 사막           | 한랭 겨울           |                                                    | 59,146     | 22,836       | 남아시아                                      | 인도 |
| 33   | 루트 사막             | 아열대              |                                                    | 52,000     | 20,077       | 남아시아                                      | 이란 |

## 같이 보기
- 사막
- 사막화
- 대륙별 사막 목록
- 극지 사막
- 툰드라
- 유엔 사막화 방지 협약

## 참고
1. ↑  유엔 지리 스킴 기준.
2. ↑  오스트레일리아 대사막의 일부.